# Pena de muerte en Corea del Norte
La pena de muerte es una sanción legal en Corea del Norte. Se utiliza para muchos delitos como hurto mayor, asesinato, violación, tráfico de drogas, traición, espionaje, disidencia política, deserción, piratería, consumo de medios de comunicación no aprobados por el gobierno y proselitismo de creencias religiosas que contradicen la práctica de la ideología Juche. El conocimiento práctico actual del tema depende en gran medida de los relatos verificados de los desertores (tanto familiares de las víctimas como ex miembros del gobierno) . Las ejecuciones se llevan a cabo principalmente por fusilamiento, ahorcamiento o decapitación. Supuestamente, las ejecuciones se llevan a cabo en público, lo que, de ser cierto, convierte a Corea del Norte en uno de los últimos cuatro países en realizar ejecuciones públicas, los otros tres son Irán, Arabia Saudita y Somalia. La razón más común para las ejecuciones en Corea del Norte es ver los medios de comunicación de Corea del Sur.

## Ejecuciones reportadas
El Centro de Base de Datos para los Derechos Humanos de Corea del Norte, con sede en Corea del Sur, ha recopilado testimonios no verificados sobre 1.193 ejecuciones históricas en Corea del Norte hasta 2009. Amnistía Internacional informó que hubo 105 ejecuciones entre 2007 y 2012. El periódico Foreign Policy estimó que hubo 60 ejecuciones en 2010. En octubre de 2001, el gobierno de Corea del Norte le dijo al Comité de Derechos Humanos de la ONU que solo se habían producido 13 ejecuciones desde 1998 y que no se había producido ninguna ejecución pública desde 1992.
El 3 de noviembre de 2013, según un informe de JoongAng Ilbo que cita una fuente no identificada "familiarizada con los asuntos internos del Norte que visitó recientemente el país", al menos 80 personas fueron ejecutadas públicamente por delitos menores. Se dijo que se llevaron a cabo simultáneamente en Wonsan, Chongjin, Sariwon, Pyongsong y otras tres ciudades de Corea del Norte por delitos como mirar películas de Corea del Sur, distribuir, mirar y/o poseer pornografía o poseer una Biblia. La fuente dijo que, según testigos de Wonsan, 10.000 residentes se vieron obligados a mirar cuando ocho personas fueron ametralladas hasta la muerte en el estadio local de Shinpoong.
El 13 de diciembre de 2013, los medios estatales de Corea del Norte anunciaron la ejecución de Jang Sung-taek, tío político del líder de Corea del Norte Kim Jong-un. El Servicio de Inteligencia Nacional de Corea del Sur cree que dos de sus colaboradores más cercanos, Lee Yong-ha y Jang Soo-keel, fueron ejecutados a mediados de noviembre. Según fuentes anónimas citadas por un periódico de Corea del Sur, el sobrino de Jang, O Sang-hon, fue ejecutado quemándolo vivo con un lanzallamas.
En 2014, el Consejo de Derechos humanos de las Naciones Unidas creó una comisión de investigación sobre derechos humanos en la RPDC, que investiga y documenta presuntos casos de ejecuciones llevadas a cabo con o sin juicio, en público o en secreto, en respuesta a delitos políticos y de otro tipo que a menudo no son entre los más graves. La Comisión determinó que estos actos sistemáticos, de ser ciertos, se elevan a la categoría de delitos en contra humanidad.

### Lista de ejecuciones reportadas
| Fecha de ejecución                 | Condenado/a                                  | Delito                             | Método                                        | Fuente                 |
| ---------------------------------- | -------------------------------------------- | ---------------------------------- | --------------------------------------------- | ---------------------- |
| 2 de marzo de 2021                 | Tres hombres y una mujer no identificados    | Distribuir películas surcoreanas   | Ejecución pública por pelotón de fusilamiento | Diario NK              |
| 20 de julio de 2020                | Seis hombres no identificados                | Tráfico sexual                     | Ejecución por arma de fuego                   | Asia Libre radiofónica |
| Mayo de 2020                       | Hombre y mujer no identificados              | Intento de escape                  | Ejecución por arma de fuego                   | Asia Libre radiofónica |
| April de 2020                      | Tres hombres no identificados                | Robo                               | Ejecución por arma de fuego                   | Asia Libre radiofónica |
| Febrero de 2020                    | Hombre no identificado                       | Violación de la cuarentena         | Ejecución por arma de fuego                   | [ 16 ]                 |
| March del 2019                     | Dos mujeres no identificadas                 | Adivinación                        | Ejecución pública por fusilamiento            | [ 17 ]                 |
| 10 de enero del 2019               | Hombre no identificado                       | Asesinato de guardia de prisión    | Ejecución por arma de fuego                   | [ 18 ]                 |
| Diciembre del 2018                 | Hombre no identificado                       | Corrupción                         | Ejecución pública por arma de fuego           | [ 19 ]                 |
| Diciembre del 2018                 | Persona no identificada                      | Adivinación                        | Ejecución pública; método sin especificar     | [ 20 ]                 |
| 17 de noviembre del 2018           | Mujer no identificada                        | Adivinación                        | Ejecución por arma de fuego                   | Diario NK              |
| 2018                               | Agente Militar hombre                        | Desfalco                           | -                                             | [ 22 ]                 |
| 27 de febrero del 2017             | 5 hombres no identificados                   | Hacer informe falso                | Ejecución por arma de fuego                   | [ 23 ]                 |
| Abril del 2017                     | Un hombre                                    | Extorsión, asesinato, robo         | Ejecución secreta; método sin especificar     | Diario NK              |
| Mayo del 2015                      | Choe Yong-gon                                | Traición                           | -                                             |                        |
| 2015                               | Seis personas                                | Dirigir un culto cristiano         | Ejecución por arma de fuego                   | [ 25 ]                 |
| 2014                               | Sin especificar                              | Realizar Chamanismo                | Sin especificar                               | USCIRF                 |
| 2014                               | Hombre de 49 años                            | Llamar a pariente en Corea del Sur | Sin especificar                               | [ 27 ]                 |
| 12 de diciembre de 2013            | Jang Song-thaek y 7 hombres no identificados | Traición                           | Ejecución por arma de fuego                   |                        |
| April de 2011                      | Niño y Abuela                                | Dirigir un culto cristiano         | Ejecución por pelotón de fusilamiento         | [ 26 ] [ 28 ]          |
| 3 de enero de 2011                 | Hombre y mujer sin identificar               | Traición                           | Ejecución por arma de fuego                   | [ 29 ]                 |
| 17 de marzo de 2010                | Pak Nam-gi                                   | Traición                           | Ejecución por arma de fuego                   |                        |
| 17 de mayo de 2007                 | Dos Guardias                                 | Venta de drogas y robo             | Ejecución pública                             | [ 30 ]                 |
| 1 de marzo de 2005                 | Choi Jae Gon Y Park Myung Gil                | "Anti-Socialismo"                  | Ejecución pública por arma de fuego           | [ 31 ]                 |
| 28 de febrero - 1 de marzo de 2005 | Tres hombres                                 | Tráfico humano                     | Ejecución pública por arma de fuego           | [ 32 ]                 |
| Marzo de 2002                      | Tres miembros de la familia Lee Min Park     | Dirigir un culto cristiano         | Sin especificar                               | [ 26 ]                 |
| 1997                               | Tan Kwan-hui                                 | Sabotaje                           | Ejecución pública por arma de fuego           |                        |
| 1981                               | Woo En-hee                                   | Amante de Kim Jong-il              | Ejecución pública por arma de fuego           | [ 33 ]                 |

## Ejecuciones públicas
Se alegó que Corea del Norte reanudó las ejecuciones públicas en octubre de 2007 después de que habían disminuido en los años posteriores a 2000 en medio de críticas internacionales. Entre los criminales prominentes supuestamente ejecutados se encuentran funcionarios condenados por tráfico de drogas y malversación de fondos. También se ha informado que delincuentes comunes condenados por delitos como asesinato, robo, violación, tráfico de drogas, contrabando, piratería, vandalismo, etc. son ejecutados, en su mayoría por fusilamiento. El país no publica estadísticas nacionales de delincuencia ni informes sobre los niveles de delincuencia. A partir de 2012, Corea del Norte es supuestamente uno de los cuatro países que llevan a cabo ejecuciones en público, los otros tres son Irán , Arabia Saudí y Somalia. Sin embargo, según los desertores entrevistados por The Diplomat en 2014, la práctica de tales actividades no se había producido, al menos en Hyesan desde el 2000.
En octubre de 2007, un jefe de fábrica de la provincia de Pyongan del Sur condenado por hacer llamadas telefónicas internacionales desde 13 teléfonos que instaló en el sótano de su fábrica fue supuestamente ejecutado por un pelotón de fusilamiento frente a una multitud de 150.000 personas en un estadio, según un informe no verificado de un Agencia de ayuda de Corea del Sur llamada Good Friends. Good Friends también informó que seis personas murieron en medio de la prisa cuando los espectadores se fueron. En otro caso no verificado, 15 personas fueron presuntamente ejecutadas públicamente por cruzar la frontera con China.
Un comité de la Asamblea General de la ONU adoptó un proyecto de resolución, copatrocinado por más de 50 países, expresando una "muy grave preocupación" por los informes de violaciones generalizadas de los derechos humanos en Corea del Norte, incluidas ejecuciones públicas. Corea del Norte ha condenado el borrador, diciendo que es inexacto y sesgado. El informe fue enviado a la entonces Asamblea General de 192 miembros para una votación final.
En 2011, dos personas fueron presuntamente ejecutadas frente a 500 espectadores por manipular folletos propagandísticos que cruzaron la frontera con Corea del Sur, supuestamente como parte de una campaña no verificada del exlíder norcoreano Kim Jong-il para reforzar el control ideológico mientras preparaba a su hijo menor, Kim Jong-un, como eventual sucesor,.
El 3 de noviembre de 2013, 80 norcoreanos fueron ejecutados públicamente en Corea del Norte.
En junio de 2019, una ONG de Corea del Sur, el Grupo de Trabajo de Justicia Transicional, publicó un informe no verificado "Mapeo del destino de los muertos" que sugería 318 sitios en Corea del Norte supuestamente utilizados por el gobierno para ejecuciones públicas. Según la ONG, las ejecuciones públicas han tenido lugar cerca de ríos, campos, mercados, escuelas y campos deportivos. El informe alega que los familiares y los hijos de los condenados a muerte fueron obligados a presenciar sus ejecuciones.

## La pena capital en los campos de prisioneros
Amnistía Internacional ha denunciado que la tortura y las ejecuciones están muy extendidas en las prisiones políticas de Corea del Norte. Testimonios no verificados describen ejecuciones secretas y públicas en prisiones de Corea del Norte mediante pelotón de fusilamiento, decapitación o ahorcamiento. Al parecer, las ejecuciones se utilizan como medio de disuasión, a menudo acompañadas de tortura.